# Eryapus gibbus
Eryapus gibbus är en insektsart som beskrevs av Evans 1954. Eryapus gibbus ingår i släktet Eryapus och familjen dvärgstritar. Inga underarter finns listade i Catalogue of Life.